# Goodwin (priimek)
Goodwin je priimek več znanih oseb:
- Harold Goodwin (1902—1987), ameriški igralec
- Laurel Goodwin (*1942), ameriška igralka
- Ron Goodwin (1925—2003), angleški skladatelj filmske glasbe